# رؤیای شب نیمه تابستان

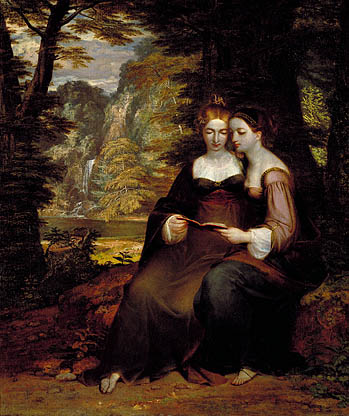
هرمیا و هلنا؛ اثر واشینگتن آلستون (۱۸۱۸)

رؤیای شبِ نیمۀ تابستان (A Midsummer Night's Dream) نمایشنامه‌ای کمدی اثر ویلیام شکسپیر است که در حدود سال‌های ۱۵۹۶–۱۵۹۴ نوشته شده‌ است.

## مأخذ نمایشنامه
برای این نمایشنامه مأخذ واحدی شناسایی نشده‌است، اما عناصر گوناگون تشکیل دهنده‌اش موضوعات شناخته شده‌ای هستند. داستان مرکزی شاه و ملکه پریان تسئوس و هیپولیتا در «حکایت شوالیه» اثر چاوسر است؛ همچنین نشانه هایی از اثر  «زندگی‌ها» از پلوتارک در این نمایشنامه وجود دارد. طرح اصلی عاشقانه (مسیر ناهموار عشق واقعی) از شیوه نمایشی عصر الیزابت پیروی می‌کند. عنصر پری و فرشته نیز به فولکلور و هم به ادبیات افسانه‌های دیرین برمی‌گردد. سرانجام، «کمدی/ تراژدی» پیراموس و تیسبی نیز وجهی از حکایت کلاسیک و معروف «مسخره بازی‌های اوید» است که در «حماسه زنان خوب» اثر چاسر نیز بازگو شده‌است.

## شخصیت‌های نمایش
این نمایش در پنج پرده تدوین شده و دارای بیست‌ویک شخصیت و تعدادی سیاهی لشکر است. شخصیت‌های اصلی نمایشنامه عبارت‌ اند از:
- تسئوس: دوک حکمران آتن.
- هیپولیتا: شاهزاده خانم خوب؛ نامزد تسوس که: تسوس او را به ضرب شمشیر به دست آورده است.
- اژئوس: یک آتنی، شهروندی ساده و کله‌شق، پدر هرمیا.
- لیساندر و دیمیتریوس: دو جوان آتنی، عاشقان هرمیا.
- هرمیا: دختر زیبای اژئوس، عاشق لیساندر؛ حرف هیچ‌کس را قبول ندارد و وقتی عصبانی است باهوش‌تر و زبر-و-زرنگ‌تر است.
- هلنا: عاشق دیمیتریوس، زیبا و بلندبالا، اما ساده و بی‌دست و پا.
- فیلوستراته: رئیس دربار دوک، سازمان دهنده تمام خوشگذرانی‌ها.
- کوئینسی
- باتوم
- فلوت
- سناگ
- سنات
- ستارولینگ
- آبرون
- تی تانیا
- رابن گودفلو
- پیزل بلاسوم
- کاوب
- ماث
- ماستارد سید
- پریان، خدمتکاران و پیشکاران.

## محل وقوع حوادث نمایشنامه
آتن و بیشه‌ای در حومه آن.

## خلاصه‌ای از نمایشنامه
تسئوس، دوک آتن، قرار است ماه آینده، چله تابستان، شبی که ماه قرص کامل است با هیپولیتا ازدواج کند؛ بنابراین تسئوس به فیلوسترانه رئیس تشریفات و جشن و سرورهای خود فرمان می‌دهد برنامه‌ای بریزد تا آن شب جوانان آتنی واقعاً به عیش و نوش پردازند.  اما تمام جوانان آتنی از این موضوع خوشحال نیستند. لیساندر و دیمیتریوس که از کودکی با هم دوست بوده‌اند، هردو عاشق هرمیای زیبا و ریزه میزه، دختر همسایه‌شان، هستند و مسئله غامضی دارند. اژئوس پدر هرمیا دو پا را در یک کفش کرده که دخترش باید شب عروسی دوک و در حضور دوک با دیمیتریوس ازدواج کند، وگرنه هرمیا را می‌کشد یا به معبد کاهنان می‌فرستد که تا آخر عمر همان‌جا بماند، حال آنکه هیچ‌کس در آن محله آتن نیست که نداند هرمیا از بچگی عاشق لیساندر بوده‌است…

## نگارخانه

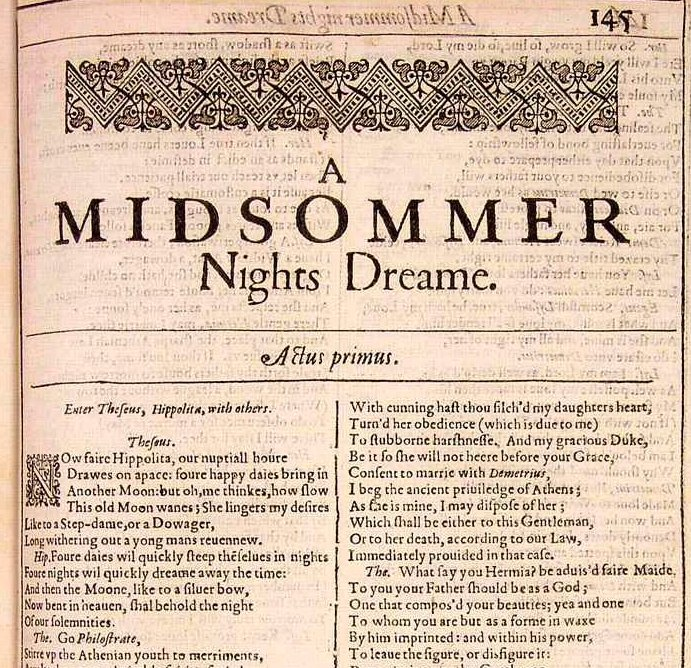
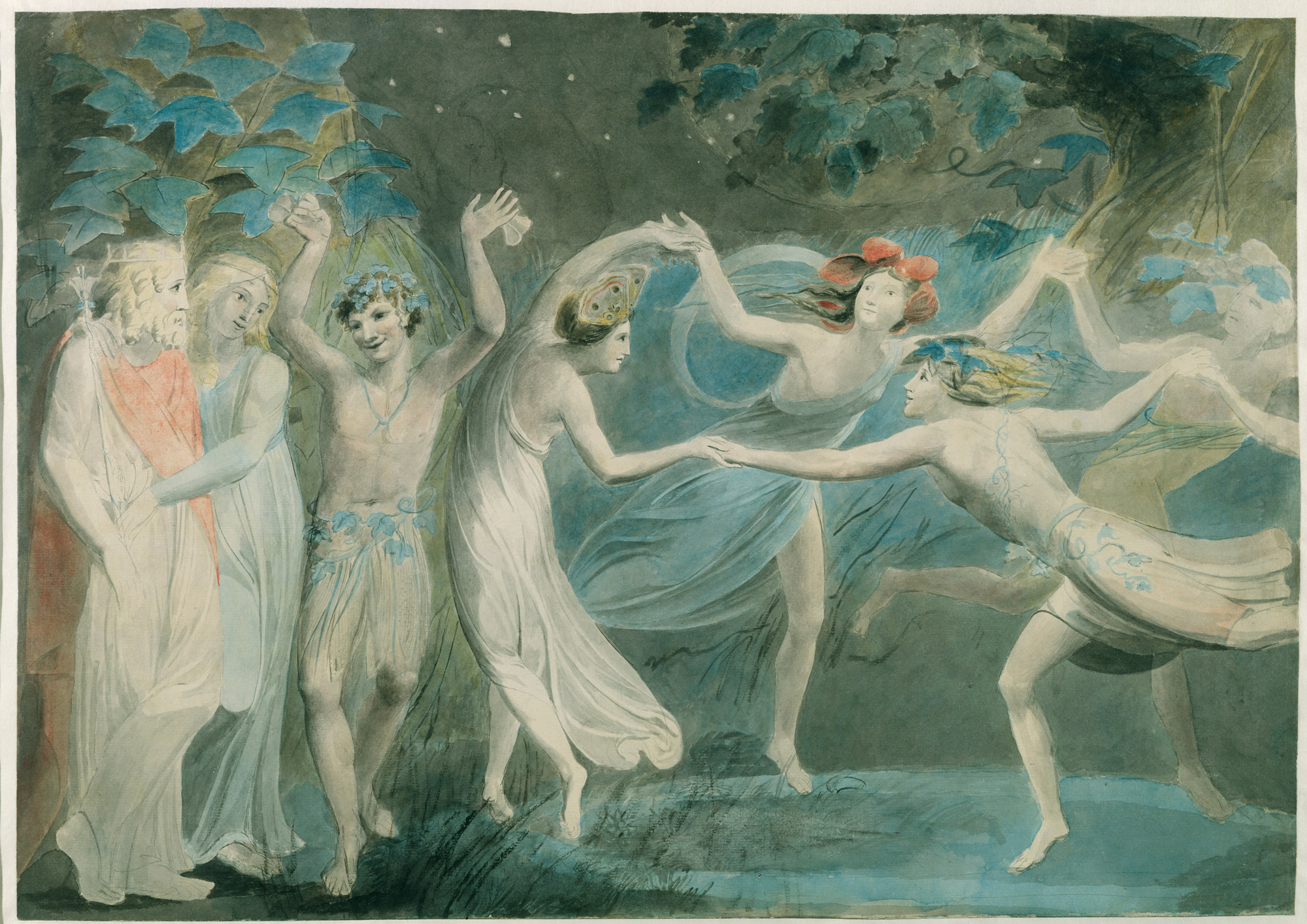
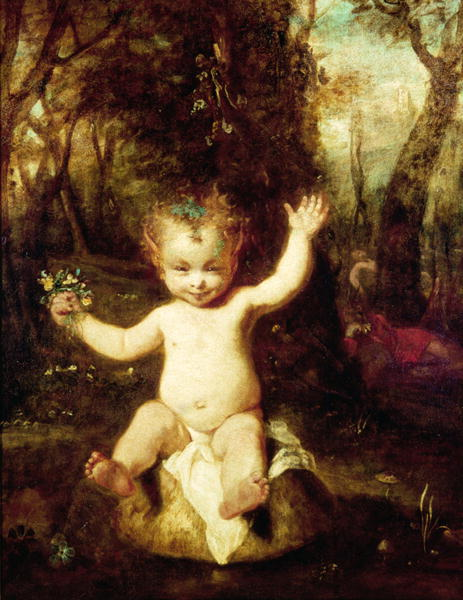
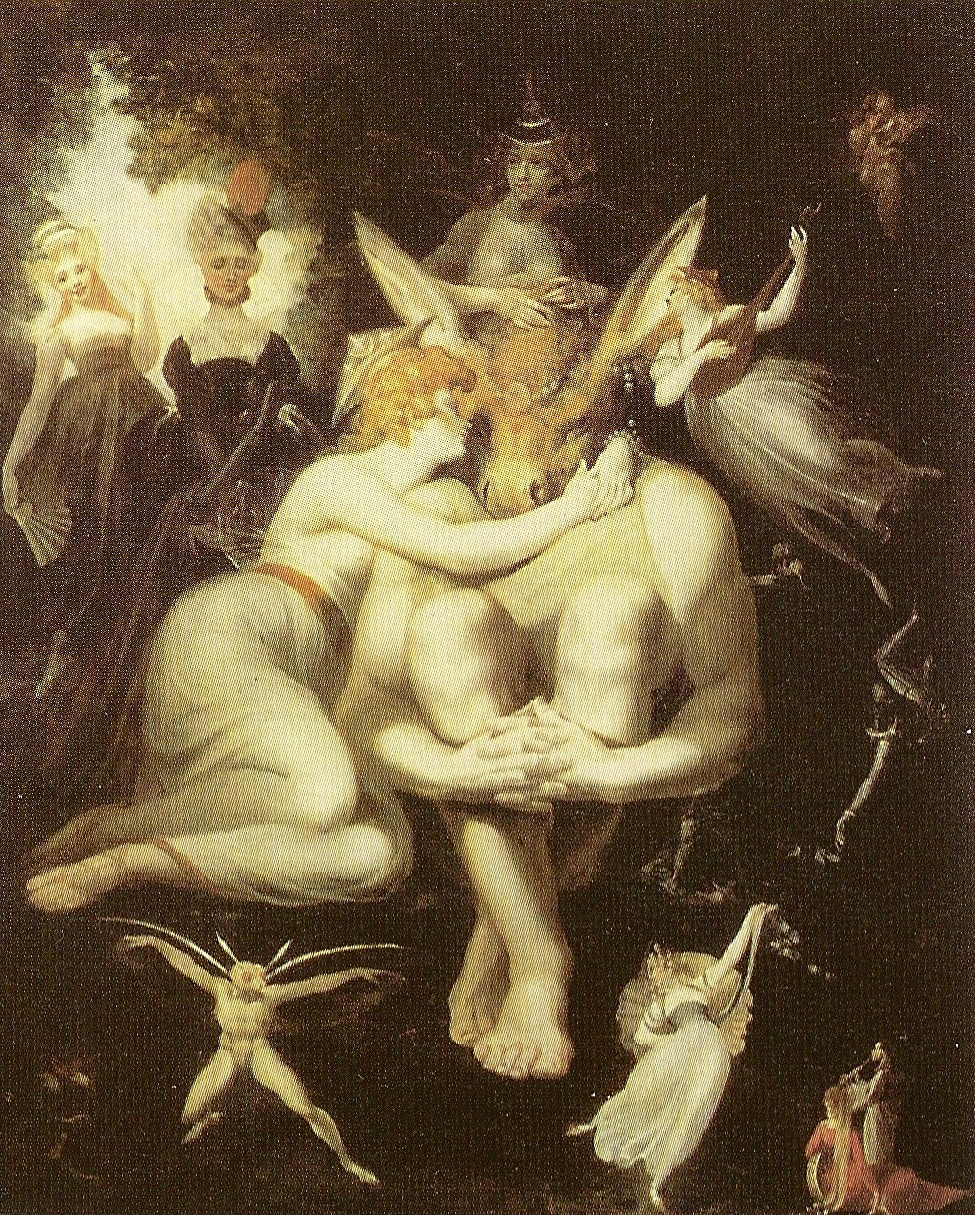
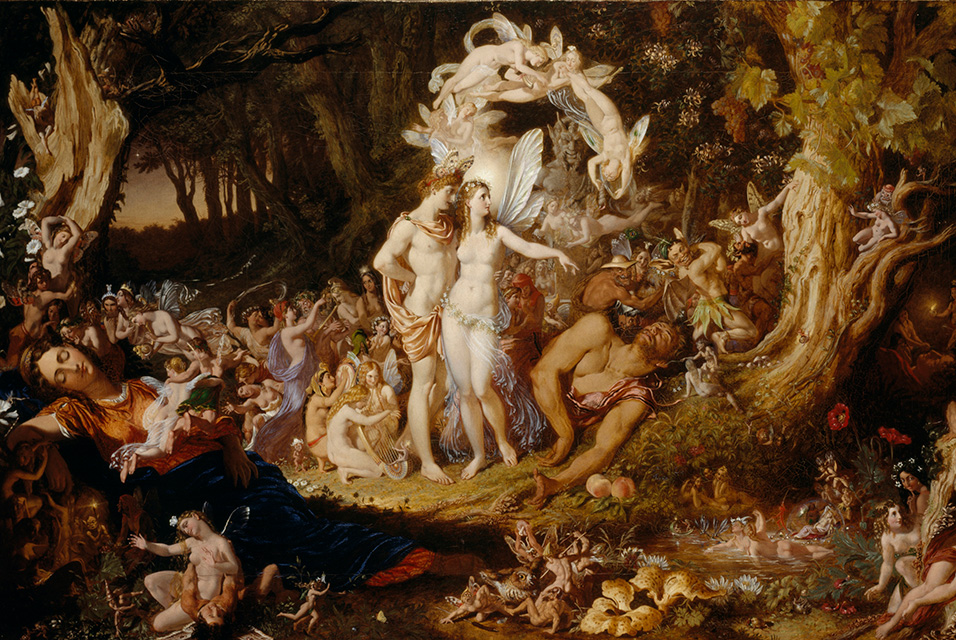
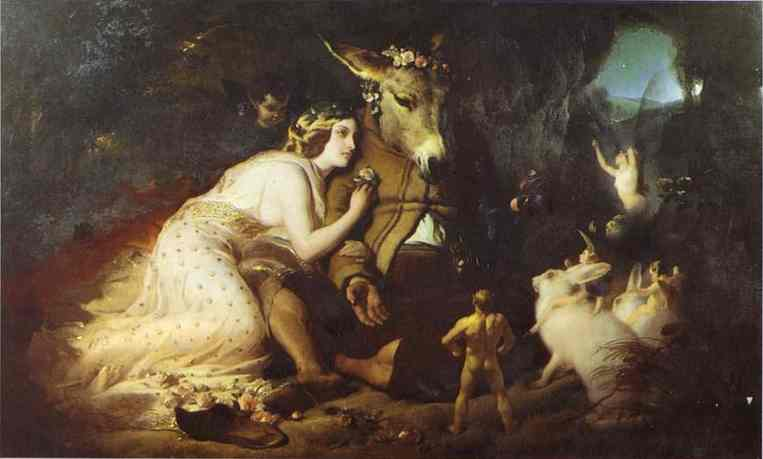
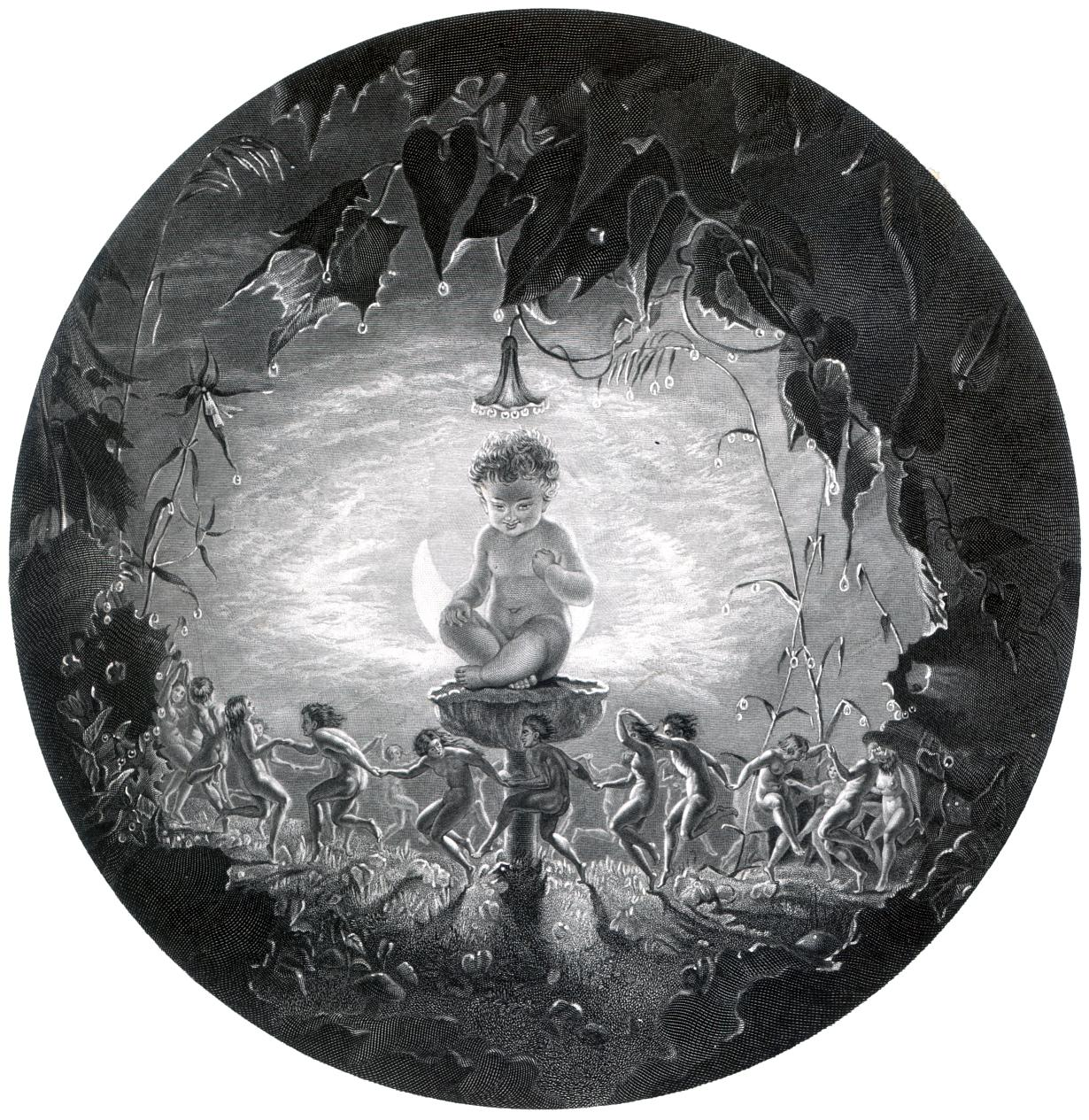
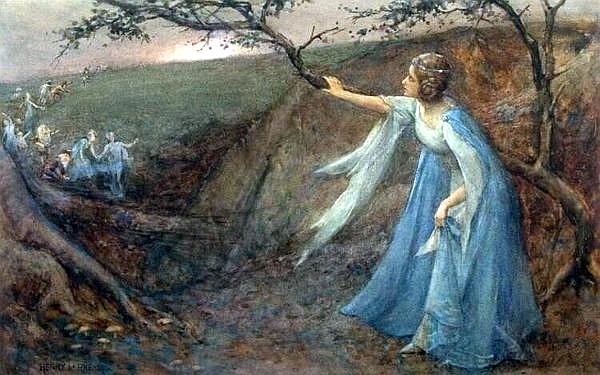
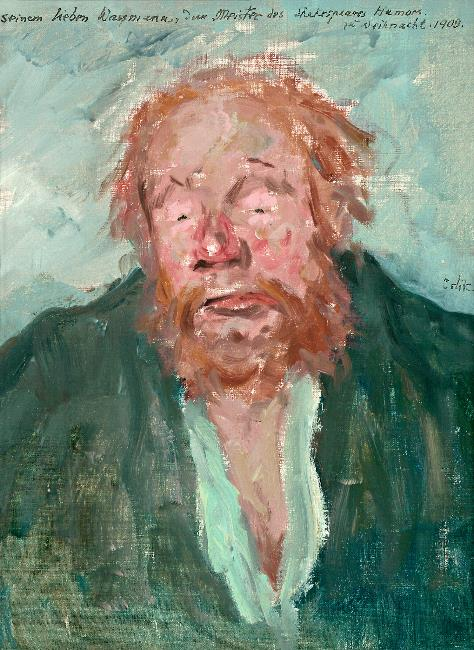
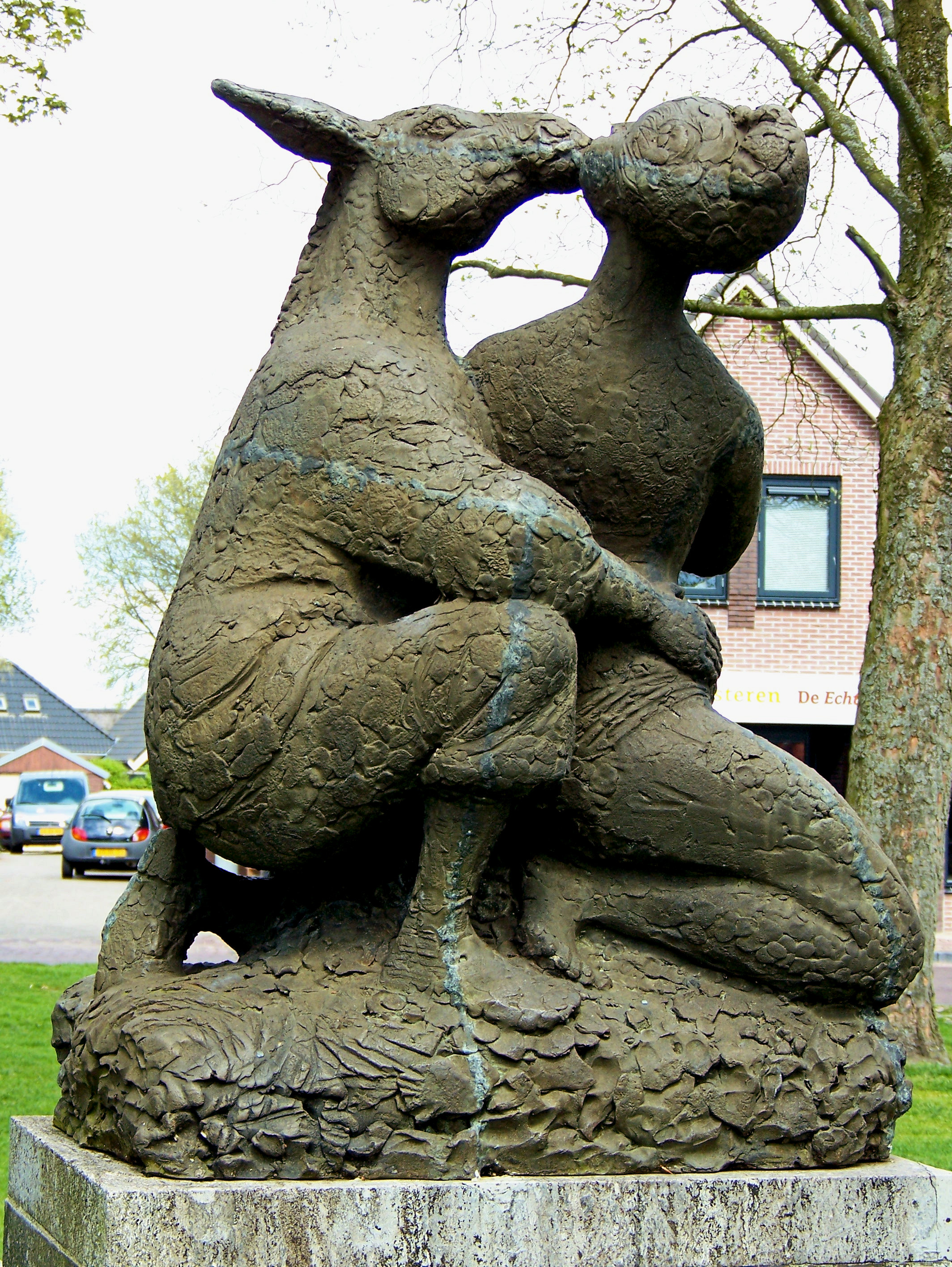
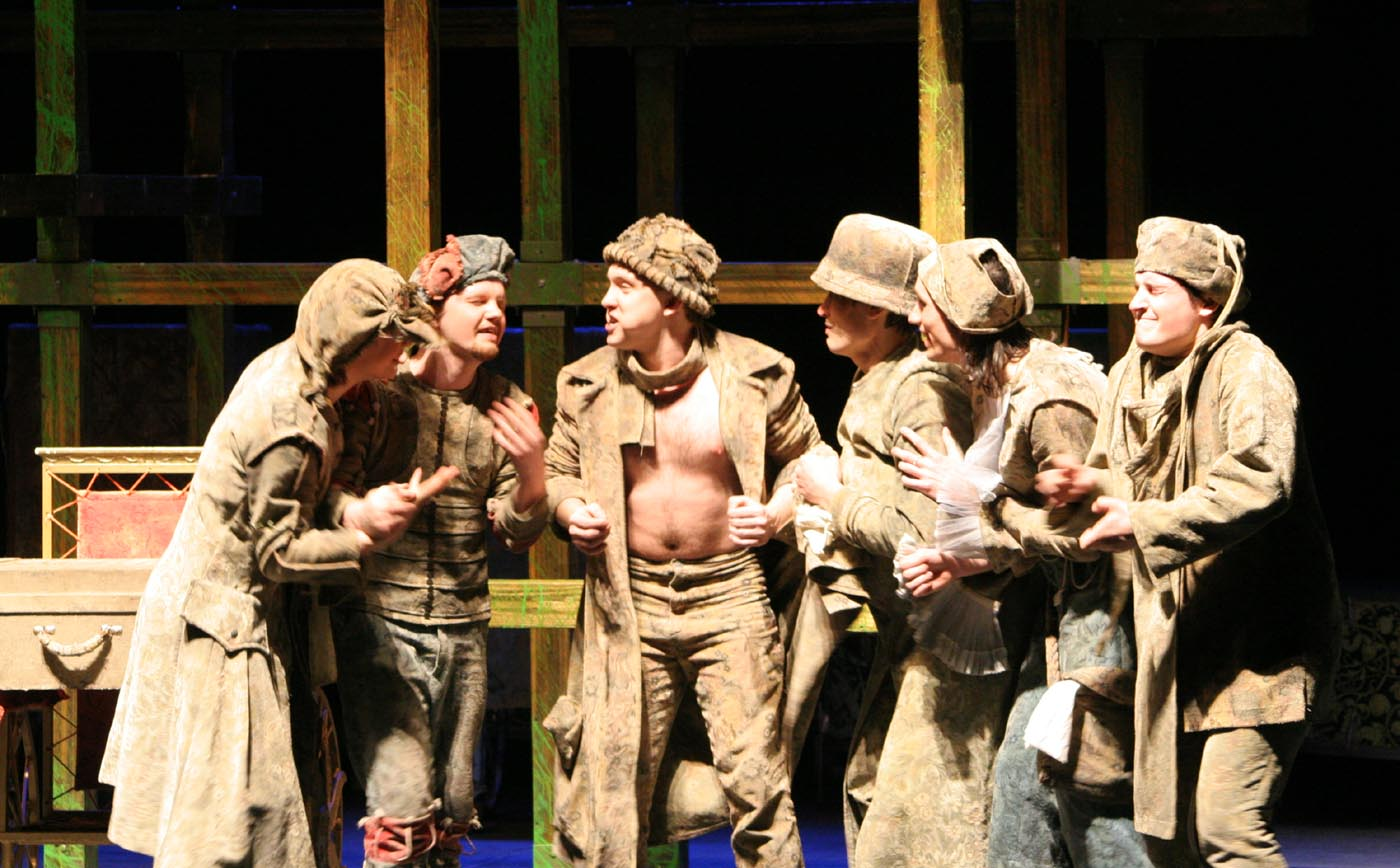